# مینه‌هاها (مینیاپولیس)
مینه‌هاها (به انگلیسی: Minnehaha) یک منطقهٔ مسکونی در ایالات متحده آمریکا است که در مینیاپولیس واقع شده‌است. مینه‌هاها ۳٬۹۸۰ نفر جمعیت دارد.